# Afrin (poddystrykt)
Afrin – jedna z 7 jednostek administracyjnych trzeciego rzędu (nahijja) dystryktu Afrin w muhafazie Aleppo w Syrii.
W 2004 roku poddystrykt zamieszkiwało 66 188 osób.